# Kepler-101c
Kepler-101c es el segundo exoplaneta descubierto alrededor de la estrella Kepler-101, ubicada en la constelación de Draco. Su hallazgo se confirmó en 2014, después de que el Telescopio Espacial Kepler detectase varios tránsitos del objeto frente a su estrella. Su tamaño, de aproximadamente 1,33 radios terrestres (R⊕), se sitúa muy por debajo del límite teórico establecido por los expertos, por lo que la probabilidad de que se trate de un planeta de tipo superterrestre es muy elevada.
El sistema Kepler-101 cuenta con otro exoplaneta confirmado, Kepler-101b, de 5,87 R⊕. El cual tiene una órbita más amplia. Estos dos objetos son los únicos descubiertos en el sistema tras la actualización del catálogo de exoplanetas confirmados de la NASA del 19 de noviembre de 2015.

## Características
Kepler-101 es una enana naranja tipo G, con una masa de 1,12 M☉ y un radio de 1,67 R☉.
El radio observado del planeta es de 1,33 R⊕, muy por debajo del límite de 1,6 R⊕ que separa a los planetas telúricos de los de tipo minineptuno. Si la composición del objeto fuera similar a la de la Tierra, su masa sería de 2,30 M⊕ y su gravedad un 29 % superior a la terrestre.
Aunque Kepler-101 es una enana naranja de tipo G, Kepler-101c completa una órbita en torno a ella cada seis días. Por tanto, su temperatura media superficial estimada a partir de su ubicación en el sistema y la luminosidad de su estrella, es de 981,35 °C, asumiendo una atmósfera y albedo similares a los de la Tierra. Sin embargo, si resulta ser un planeta terrestre, es probable que por la proximidad respecto a su estrella, la consecuente pérdida de agua, el anclaje por marea y la mayor actividad volcánica —a consecuencia de su masa y ubicación en el sistema—; sufra un efecto invernadero descontrolado que aumente significativamente sus temperaturas.
Por sus características, Kepler-101c pertenece a la categoría de no-habitable en la clasificación térmica de habitabilidad planetaria del PHL. En el improbable caso de que su perfil real permita la existencia de algún tipo de vida, sería ubicado en el rango de los hipertermoplanetas como consecuencia de sus altas temperaturas. El mismo laboratorio asigna un IST de 0,29 al objeto, un HZD de -2,38, un HZC de -0,16 y un HZA de -1,00.
Kepler-101c es el segundo exoplaneta encontrado en el sistema Kepler-101. Poco antes se descubrió Kepler-101b, de 5,87 R⊕. Kepler-101b tiene un semieje mayor de apenas 0,06 UA, que le permite completar una órbita en 3 días y medio.